# Понти-Ла Селва (Фрозиноне)
Понти-Ла Селва је насеље у Италији у округу Фрозиноне, региону Лацио.
Према процени из 2011. у насељу је живело 7 становника. Насеље се налази на надморској висини од 265 м.